# Нива (Воткінський район)
Ни́ва (рос. Нива) — присілок у Воткінському районі Удмуртії, Росія. До 2004 року мало статус виселка.
Населення становить 194 особи (2010, 185 у 2002).
Національний склад (2002):
- росіяни — 92 %

Урбаноніми:
- вулиці — ЛЗелена, Польова
- провулки — Жовтневий, Зелений, Польовий